# Aleksandrov mozaik
Aleksandrov mozaik, ki sega v okoli leta 100 pr. n. št., je rimski talni mozaik, ki je prvotno izhajal iz Favnove hiše v Pompejih, ki naj bi bila imitacija Apelove slike . Na njem je prikazana bitka pri Isu med vojskama Aleksandra Velikega in Dareja III. iz Perzije, ki meri 2,72 m krat 5,13 metra . Izvirnik je shranjen v Nacionalnem arheološkem muzeju v Neaplju. Verjetno je, da je mozaik kopija helenistične slike iz 3. stoletja pr. n. št. 

## Predmet

### Bitka
Mozaik ponazarja bitko, s katero se je Aleksander soočil in poskušal ujeti ali ubiti Dareja. Aleksander ga je premagal v bitki pri Isu in dve leti kasneje v bitki pri Gavgameli. Za delo se tradicionalno verjame, da kaže bitko pri Isu. 
Ker mozaik posnema videz slike tako natančno, se enotno strinjajo, da je mozaik kopija originalne helenistične slike . Za mozaik velja, da je kopija slike Aristida iz Tebe ali izgubljena freska iz poznega 4. stoletja pr. n. št. slikarja Filoksena iz Eretrije. Slednjega je Plinij starejši (XXXV, 110) omenil kot naročilo makedonskega kralja Kasandra .

### Aleksander in Darej
Kljub temu, da je poškodovan, ga je mogoče enostavno prepoznati.
- Aleksandrov portret je eden njegovih najbolj znanih. Aleksandrova prsna zaščita prikazuje Meduzo, slavno Gorgono in njegova valovita pričeska je značilna za kraljevski portret, kot je bila navada v grški umetnosti 4. stoletja pred našim štetjem. Predstavljen je kot da udarja v levo, na svojem slavnem konju, Bukefalu [7] in se osredotoča na perzijskega voditelja.
- Darej je prikazan na kočiji. Zdi se, da obupano zapoveduje svojemu prestrašenemu vozniku naj pobegne iz bitke, medtem ko je svojo roko raztegnil bodisi kot nema gesta Aleksandru, bodisi po metu kopja. Na obrazu je zaskrbljen izraz. Voznik vozi konje, ko skuša pobegniti.

Perzijski vojaki za njim imajo izraz odločnosti in strahu.

### Druge funkcije
Predstavljen je tudi Darejev brat Oksiater, ki se žrtvuje, da bi rešil kralja.
Radikalno skrajšanje (optična iluzija) - kot v osrednjem konju, viden od zadaj - in uporaba senčenja, ki izraža občutek za maso in volumen, povečata naturalistični učinek prizora. Ponavljajoča se diagonalna kopja, ki se spopadajo s kovino, in preplavitev moških in konjev spominja na bitko. Istočasno pa so akcijo ustavili dramatični detajli, kot sta padli konj in perzijski vojak, ki v ospredju gleda svojo lastno smrt, ki se odraža v ščitu.

## Zgodovina mozaika

### Izdelava
Mozaik je sestavljen iz približno 1,5 milijona drobnih obarvanih ploščic, imenovanih tesere, ki so razvrščene v postopne krivulje, imenovane opus vermiculatum (znano tudi kot 'delo črvov'), ker se zdi, da posnemajo počasno gibanje plazilca. Barvna lestvica rimskih mozaikov je izjemno bogata s stopnjevanjem. Postopek zbiranja materialov za mozaike je bil zapleten, saj je barvna lestvica temeljila samo na kosih marmorja, ki so jih našli v naravi . Mozaik je nenavadno natančno delo za zasebno bivališče in ga je verjetno naročila bogata oseba ali družina. Dejstvo, da je ta scena nastala v hiši rimskega civilista razkriva, da je bil Aleksander Veliki več kot le herojska podoba Rimljanom. Ker so rimski voditelji sledili Aleksandrovi podobi, so si rimski civilisti tudi prizadevali posnemati moč, ki jo je zastopal . Ker je bil mozaik narejen na tleh, kjer bi lahko obiskovalec sprejel goste, je bil to prvi dekorativni predmet, ki bi ga obiskovalec videl ob vstopu v to sobo.

### Sodobna zgodovina
Mozaik je bil ponovno odkrit 24. oktobra 1831 v Pompejih in je bil septembra 1843 preseljen v Neapelj, kjer je trenutno ohranjen na zidu (ne na tleh, kot je bil najden) v Museo Archeologico Nazionale. Mozaik je bil predstavljen na grškem bankovcu za  1000 drahem iz leta 1956. 

### Sodobna kopija
Leta 2003 je Mednarodni center za študij in poučevanje mozaikov (CISIM) v Raveni v Italiji predlagal izdelavo kopije mozaika. [13] Ko so dobili dovoljenje, je mojster za mozaik Severo Bignami in njegova osemčlanska ekipa naredila veliko fotografijo mozaika, naredila sledenje slike s temnim označevalcem in ustvarila negativni vtis mozaika.
Skupina je sestavila mozaik v sekcijah v 44 glinenih okvirjih, pri čemer je poskušala ohraniti koščke mozaika v natančnih položajih, kot so v prvotnem mozaiku. Plošče so morale biti ves čas mokre. Potem so na glino pritisnili model, da so ustvarili podobo obrisov mozaika v glini. Ekipa je izdelala mozaik iz približno 2 milijona kosov različnih vrst marmorja. Ko so položili vse kose, so rezultat pokrili s plastjo lepila in gaze ter mozaik izvlekli iz gline. Vsak odsek so postavili na sintetični beton in nato združili odseke s spojino steklene volne in plastike.
Projekt je trajal 22 mesecev, strošek pa je znašal 216.000 USD. Kopija je bila nameščena v Favnovi hiši leta 2005.

## Galerija
- Detajl Alexander.
- Detajl Dareja.
- Srednji del mozaika.
- Detajl Perzijcev na desni strain mozaika.
- Detajl padlega meča iz spodnjega desnega dela mozaika (ki prikazuje posamezne kocke).